# Porsche 961
Porsche 961 foi um carro de corrida construído pela Porsche com base no esportivo Porsche 959. Foi destinado a competir pelo Group B, complementando a série de novos protótipos da Porsche, juntamente com Porsche 956 e Porsche 962, que decorreu no Group C Sports-Prototype World Championship. O projeto 961 teve vida curta, correndo apenas três corridas e ver a construção de apenas um carro. Os planos de vender o carro para os clientes foram abatidos quando o Group B havia sido abolido.